# Letesenbet Gidey
Letesenbet Gidey (en amárico: ለተሰንበት ግደይ, 20 de marzo de 1998) es una deportista etíope que compite en atletismo, especialista en las carreras de fondo.
Participó en los Juegos Olímpicos de Tokio 2020, obteniendo una medalla de bronce en la prueba de 10 000 m. Ganó tres medallas en el Campeonato Mundial de Atletismo entre los años 2019 y 2023.
En octubre de 2020 estableció una nueva plusmarca mundial en los 5000 m, con un tiempo de 14:06,62.

## Palmarés internacional
| Juegos Olímpicos   | Juegos Olímpicos        | Juegos Olímpicos  | Juegos Olímpicos |
| Año                | Lugar                   | Medalla           | Prueba           |
| ------------------ | ----------------------- | ----------------- | ---------------- |
| 2020               | Tokio (Japón)           | Medalla de bronce | 10 000 m         |
| Campeonato Mundial |                         |                   |                  |
| Año                | Lugar                   | Medalla           | Prueba           |
| 2019               | Doha (Catar)            | Medalla de plata  | 10 000 m         |
| 2022               | Eugene (Estados Unidos) | Medalla de oro    | 10 000 m         |
| 2023               | Budapest (Hungría)      | Medalla de plata  | 10 000 m         |